# Kataba 1
Kataba 1 est un village du Sénégal situé en Basse-Casamance, dans le département de Bignona et la région de Ziguinchor. C'est le chef-lieu de la communauté rurale de Kataba 1 et de l'arrondissement de Kataba 1, depuis la création de celui-ci par un décret du 10 juillet 2008
Lors du dernier recensement (2002), la localité comptait 303 habitants et 42 ménages.